# Мнимая точность
Мнимая точность, также ложная, кажущаяся, избыточная то́чность (англ. spurious accuracy) — ошибка мнения о точности данных, возникающая на основании представления данных в более точном виде, чем известно об их точности.
В науке и технике существуют договорённости, которые, если не определена погрешность, требуют ограничить количество значимых цифр так, чтобы они имели гарантированную точность, не создавали впечатления бо́льшей точности, чем на самом деле.
Если заявленная точность прибора — десятые доли единицы измерения, то именно они должны использоваться при расчёте. Существует тенденция все ненулевые цифры считать значимыми: это приводит к ожиданию бо́льшей точности, чем обеспечивают измерения; также сложно отличить достоверные нули от недостоверных при больших «круглых» значениях.
Напротив, при математических расчётах, необходимо сохранять максимальное число значащих цифр во избежание накопленной ошибки округления.
Ошибка ложной точности обычно возникает когда в расчётах используются данные с высокой точностью и данные с низкой точностью — в итоге мы получаем точность определённую минимальной в исходных значениях. Также ошибка возникает при преобразовании единиц измерения: например, в(из) метрическую систему.

## Примеры
- Существует множество вариантов шуток, которые можно объединить примерно так: экскурсовод в музее говорит что этому скелету динозавра 100 000 005 лет, потому что 5 лет назад эксперт сказал, что возраст этого скелета 100 миллионов лет[2].
- ..около двух пинт (1,1 в пересчёте на литры) воды.. — Если идёт разговор о двух пинтах, это значит около одного литра: точности до ста миллилитров появиться неоткуда.
- Метеорологи оперируют температурой с точностью до сотых градуса, в то время как термометры Всемирной метеорологической сети не способны измерить и 1/10 градуса Цельсия[3].